# 聖保祿主教座堂 (明斯特)

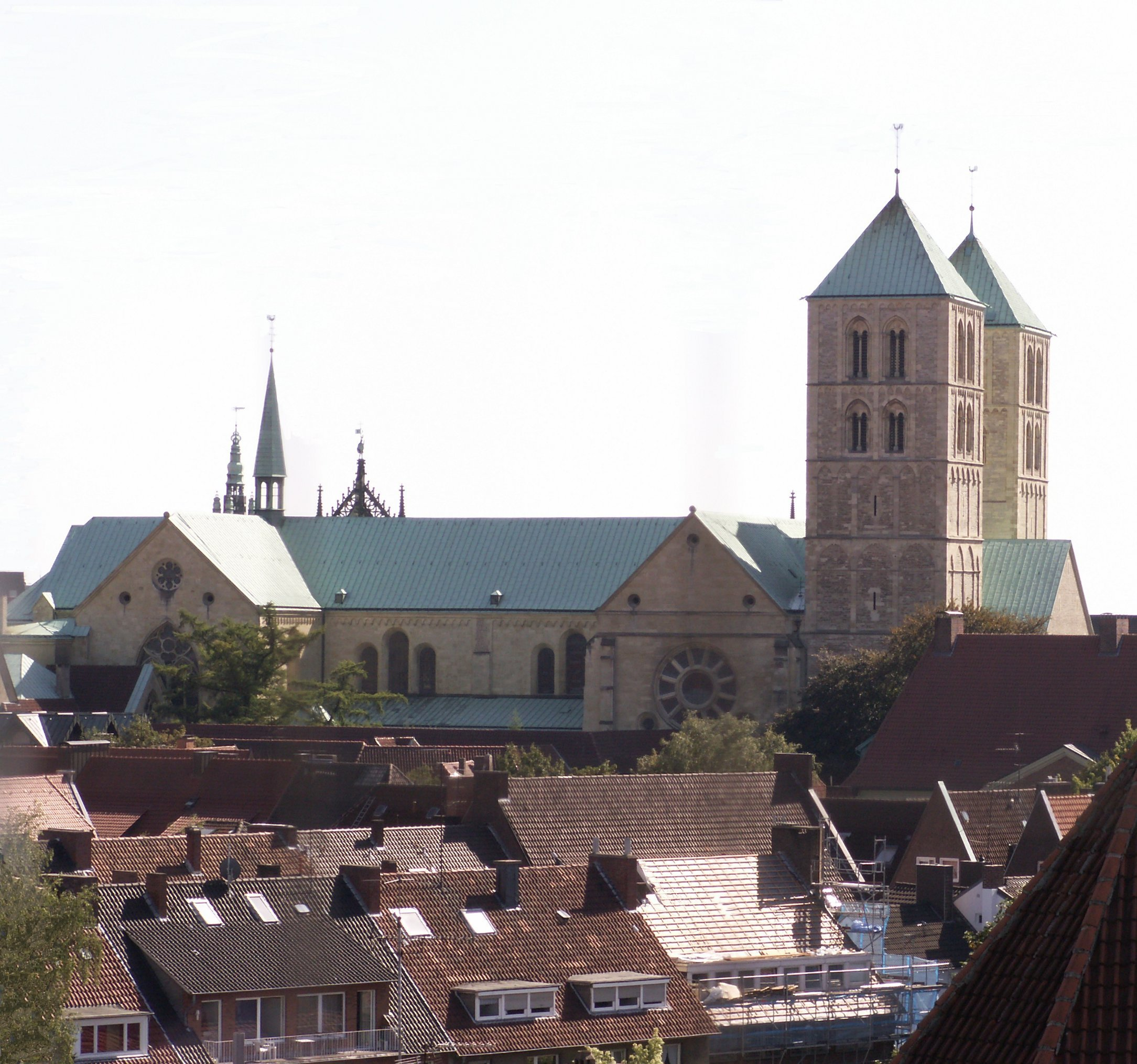

聖保祿主教座堂（德語：St.-Paulus-Dom）是 天主教明斯特教区的主教座堂，位于德国明斯特市中心。

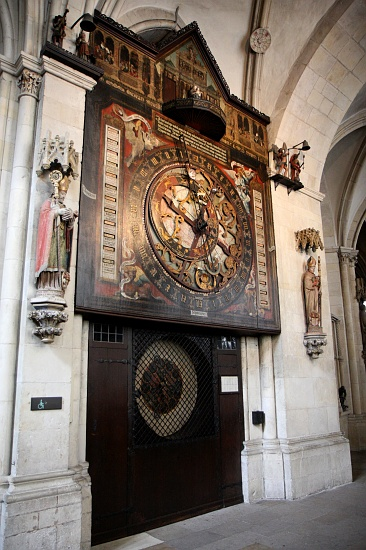
天文钟

该堂拥有著名的天文钟。